# Luzonnäshornsfågel
Luzonnäshornsfågel (Penelopides manillae) är en fågel i familjen näshornsfåglar inom ordningen härfåglar och näshornsfåglar.

## Utseende och läte
Luzonnäshornsfågeln är en rätt stor fågel, men liten för att vara en näshornsfågel. Näbben är rätt kort med svarta band. Den har svarta vingar och svart övergump, svart stjärt med ett ljust band och bar hud med blå anstrykning runt ögat och hakan. Hanen har ljus undersida och ljust huvud med svart kind, medan honan är helsvart. Lätet är ett vasst och nasalt tutande, påminnande om en pipleksak.

## Utbredning och systematik
Fågeln återfinns i Filippinerna. Den behandlas antingen som monotypisk eller delas in i två underarter med följande utbredning:
- Penelopides manillae manillae – Luzon, Marinduque, Catanduanes och närliggande mindre öar
- Penelopides manillae subniger – öarna Polillo och Patnanongan

## Levnadssätt
Luzonnäshornsfågel hittas i skogsområden i lågland och lägre bergstrakter.

## Status
Luzonnäshornsfågeln är en av få asiatiska näshornsfåglar som inte är upptagen på internationella naturvårdsunionen IUCN:s röda lista för hotade arter. Istället kategoriseras beståndet som livskraftigt. Arten minskar dock i antal.